# Багатипара (подокруг)
Багатипара (бенг. বাগাতিপাড়া, англ. Bagatipara) — подокруг на северо-западе Бангладеш. Входит в состав округа Натор. Образован в 1906 году. Административный центр — город Багатипара. Площадь подокруга — 139,37 км². По данным переписи 1991 года численность населения подокруга составляла 107 944 человека. Плотность населения равнялась 775 чел. на 1 км². Уровень грамотности населения составлял 31,2 %. Религиозный состав: мусульмане — 93,19 %, индуисты — 5,97 %, прочие — 0,84 %.